# Brabanti Mária német-római császárné
 Brabanti Mária (1190 körül – 1260) brabanti hercegnő, IV. Ottó német-római császár második feleségeként német-római császárné, majd második férje, I. Vilmos holland gróf révén holland grófné.
Szülei I. Henrik brabanti herceg és Flamand Matilda boulogne-i grófnő voltak.